# Hymenocladia
Hymenocladia, rod crvenih algi iz porodice Hymenocladiaceae, dio reda Rhodymeniales. Taksonomski je priznat i postoji osam priznatih vrsta

## Vrste
1. Hymenocladia chondricola (Sonder) J.A.Lewis
2. Hymenocladia conspersa (Harvey) J.Agardh
3. Hymenocladia dactyloides (Sonder) J.Agardh
4. Hymenocladia divaricata Harvey
5. Hymenocladia filiformis J.Agardh
6. Hymenocladia kallymenioides (Holmes) F.Schmitz
7. Hymenocladia linearis Sonder
8. Hymenocladia usnea (R.Brown ex Turner) J.Agardh